# Buckie
Buckie (gaélique écossais : Bucaidh) est un burgh sur la côte du Moray Firth en Écosse, à Moray. Buckie était la plus grande ville du Banffshire avant que la régionalisation de 1975 retire cette division politique de la carte d'Écosse. La ville est la troisième plus grande dans le council area de Moray, après Elgin et Forres, et d'après les statistiques publiées par le General Register Office for Scotland Buckie était 75e dans la liste des estimations de population des villes d'Écosse au milieu de l'année 2006. Buckie est équidistant de Banff à l'est et d'Elgin à l'ouest, chaque commune étant approximativement à 27 km, tandis que Keith se situe à 19 km au sud.

## Historique

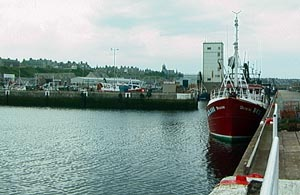
Port de Cluny, avec la ville en arrière-plan

L'origine du nom de la ville est source de débats. Selon le folklore, l'étymologie de Buckie viendrait d'un coquillage (genre buccinum), ce qui est plus probablement une coïncidence. Malheureusement, dans l'un des plus anciens livres sur les lieux écossais, le nom de Buckie sur le Moray Firth n'est pas mentionné, bien que Buckie, orthographié de la même manière, à Balquhidder dans le comté de Perthshire est décrit comme étant dérivé du gaélique boc ou du gallois bowk, tous deux signifiant buck, soit un cerf mâle, ce qui suggèrerait que Buckie signifie le « lieu où cerfs mâles et femelles se retrouvent », ce qui désignerait plus spécifiquement la vallée de Buckie Burn.
Dans un article du Dr. Cramond en 1936, il est indiqué que la plus ancienne mention de Buckie date de 1362 lorsque les terres de Rove Bucky in le Awne ont été cédées par John Hay à John Young, vicaire de Fordyce. Les Hays, dont la famille Rannes descend, a acquis par faveur royale une position dans le district à l'époque où une grande part du Deveron au Spey a été incluse dans la forêt d'Awne, ou Ainie (actuelle Enzie) et le Boyne. Rove Bucky est loin d'être compréhensible et est probablement une erreur de transcription et devrait peut-être être lu Over Bucky comme on le voit dans les vieux titres de propriété, en contraste au Nether Buckie. Il a été orthographié de différentes manières, Robert Burns l'appela Bucky dans son poème Lady Onlie - Lady Lucky, ce qui était l'orthographe de la fin du XVIIIe siècle.
La carte de Robert Gordon Aberdeen, Banf, Murrey &c. to Inverness: [and] Fra the north water to Ross qui date d'une époque entre 1636 et 1652, montre Buckie comme une commune en tant que telle, à quelque distance de la côte, avec la commune de Freuchny sise plus près de la côte au nord. Le Duo Vicecomitatus Aberdonia & Banfia, una cum Regionibus & terrarum tractibus sub iis comprehensis de Robert Gordon et Johannes Blaeu, publié à Amsterdam en 1654 montre clairement Buckie et Freuchny avec l'ajout de Nether Buckie. La Topographical and military map of the counties of Aberdeen, Banff and Kincardine de James Robertson, Londres, 1822, semble géographiquement imprécise dans ses positionnements relatifs de Buckie, Nether Buckie et Freuchny, mais il est notable que le nouveau nom de Rotten Slough reçoit une importance égale en termes de taille de commune à Buckie; cependant, dans Thomson’s Atlas of Scotland, Édimbourg, 1832, Rotten Slough est assez peu important en taille, donc l'une de ces deux sources est déformée, probablement la première. La commune qui sera plus tard nommée Portessie a prétendument été formée lorsque « Porteasie […] devint un lieu de pêche en 1727, lorsque 5 maisons ont été construites par le propriétaire de Rannes pour l'hébergement des pêcheurs de Findhorn » et les Rathven Session Minutes de 1731 montrent que Rotten Slough possède déjà une population de 40 avec 10 foyers et les minutes conséquentes montrent une communauté grandissante jusqu'en 1791 avec 177 habitants pour 44 foyers.
Lors de la publication des premières séries de cartes d'Elgin de l'Ordnance Survey en 1891
 qui reflètent le sondage de 1866-1870, Buckie s'est remarquablement développée, avec des zones nommées Seatown, Newtown, Ianstown et Portessie. Les séries OS Six Inch du XIXe siècle  Indiquent de plus Gordonsburgh, Craig Bow et Strathlene. La 3e OS édition de cartes 1-pouce d'Elgin de 1910 s'est décidé pour le nom de Ianstown et toutes les autres parts de Buckie sont nommées par les noms qu'on leur connait; mais pour rajouter à la confusion, L'Atlas d'Écosse du sondage de Bartholomew, Édimbourg, 1912, utilise le nom Ianston. Le conflit de nomenclature continue avec la sortie en 1929 de l'OS 1-pouce édition populaire et la carte 1933 d'Écosse demi-pouce pour 1 mile de  JG Bartholomew & Son.

## Agencement actuel
Géographiquement, la ville est agencée linéairement, en longeant la côte. Il y a une zone basse, proche de la côte, et une zone haute. Buckie est fondamentalement la partie centrale de la commune, située entre le pont Victoria sous lequel coule le Buckie Burn à l'extrémité ouest de la West Church Street, l'extrémité est du port de Cluny, et au-dessus de la partie côtière. À l'ouest du pont Victoria et du Buckie Burn se trouve Buckpool, autrefois nommé Nether Buckie, et le long de la côte, à l'ouest du port Cluny, entre Baron Street et l'embouchure du Buckie Burn, se trouve The Yardie. Juste au-dessus de The Yardie, sur la rive de Buckie du cours d'eau, se trouve The Seatown. À l'ouest de The Yardie se trouve Harbourhead. À l'est du port de Cluny se situent Ianstown, Gordonsburgh et Portessie aussi connus sous le nom local de The Sloch (historiquement The Rotten Slough) qui s'étend vers Strathlene. Ces communes étaient des hameaux de pêcheurs qui ont graduellement fusionnés avec le temps. Une nouvelle ville a été planifiée au-dessus du littoral au XIXe siècle, ce qui constitue l'arrière du Buckie.

## Population et démographie
Le Recensement de 2001 au Royaume-Uni indique que dans la population de Buckie, 92,11 % sont originaires d'Écosse, avec la plus grande minorité étant née en Angleterre (5,58 %)En termes d'allégeance ethnique, l'écossais figurait à 93,61 %.
| Population Hommes : 3929 Femmes : 4243 Total : 8172 | Âge(%) 0 – 4 ans : 5.71 5 – 15 ans : 14.84 16 – 24 ans : 9.42 25 – 44 ans : 27.15 45 – 64 ans : 22.92 65 – 74 ans : 11.23 75+ ans : 8.71 | Religion (%) Église d'Écosse : 38.64 Église catholique : 6.75 Autres chrétiens : 16.50 Autre non-chrétiens : 0.5 Aucune : 33.17 Sans réponse :4.43 | Pays de naissance (%) Écosse : 92.11 Angleterre : 5.58 Pays de Galles : 0.27 Irlande du Nord : 0.27 Autre Royaume-Uni : 0.00 République d'Irlande : 0.20 Autre UE : 0.54 Autre : 1.04 | Ethnicité (%) Écossais blanc : 93.61 Autre britannique blanc : 5.09 Irlandais blanc : 0.32 Autre blanc : 0.53 Indien : 0.05 Pakistanais : 0.18 Autre Asie du Sud : 0.11 Chinois : 0.04 Caraïbes : 0.00 Africain : 0.00 Écossais noir ou autres noirs : 0.02 Origines mixtes : 0.01 Autre : 0.04 |  |

Source: Conseil de Moray des données du recensement de 2001

## Politique

### Gouvernement national
Buckie fait partie du district électoral de Moray (Westminster) dans le parlement du Royaume-Uni qui retourne un député à la Chambre des communes au Palais de Westminster.
Buckie fait partie du district électoral de Moray au parlement écossais qui possède des délimitations légèrement différentes du district du parlement du Royaume-Uni du même nom. Le district retourne un député du parlement écossais à Holyrood et fait partie de la région électorale de Highlands et les Îles.

### Gouvernement local
À la suite de la réorganisation du gouvernement local en Écosse, Buckie a un ward avec 3 conseillers.
De plus, le conseil communal de Buckie est constitué de 12 membres élus ou cooptés.

## Transports
Buckie est situé près de la route principale A98 qui connecte Fraserburgh avec Fochabers à la jonction de l'A96. L'A98 suit un axe est-ouest, suivant une parallèle approximative avec la bordure sud de Buckie. L'A942 commence au The Toll Bar et part plein nord depuis l'A98 vers Buckie, devenant la High Street, puis la North High Street avant de tourner vers l'est le long du port et plus loin vers Findochty et Portknockie. À l'endroit où l'A942 tourne à l'est, l'A990 commence vers l'ouest et continue au-delà de The Yardie et plus loin le long de la Great Western Road en direction de Portgordon. La gare la plus proche est à Keith, qui dessert la ligne Aberdeen-Inverness. Des bus circulent vers Aberdeen, Elgin et Inverness. Un service de liaison donne sur la gare de Keith, qui est synchronisé avec les horaires des trains, et les bus attendent lorsque le train a du retard. Les services locaux de bus sont opérés par Stagecoach Group et Deveron Coaches.

### L'âge d'or du chemin de fer

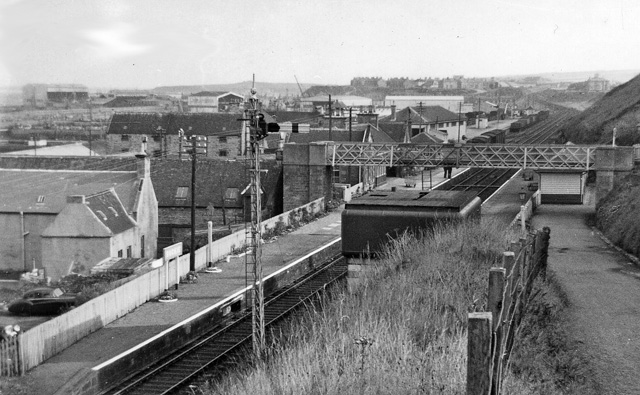
Gare ferroviaire de Buckie en 1961

À une époque, Buckie avait d'excellentes connexions ferroviaires avec le reste du nord-est de l'Écosse. Le Great North of Scotland Railway (GNRS) a été posé dans les années 1850 et desservait la route d'Aberdeen à Inverness jusqu'à ce qu'elle soit mise hors service dans les années 1960. Cette installation s'arrêtait avant la côte, à Nairn, et diverses branches ont été construites pour lier la périphérie au réseau principal. En 1923, GNSR fut absorbé par la London and North Eastern Railway (LNER) jusqu'à ce qu'elle soit elle-même nationalisée en même temps que les autres services ferroviaires du Royaume-Uni, formant le service British Rail en 1948.
Le Moray Coast Railway a aussi été construit par GNSR, et la partie qui desservait Buckie, ouverte en 1886, allait de Cairnie près de Keith pour descendre la côte à Portsoy puis tournait ensuite vers l'ouest, passant par Cullen, Portknockie et Findochty, atteignant son premier arrête à Buckie, dans Portessie. Cette gare était construite sur la falaise et surplombait une vue panoramique sur le Strathlene House Hotel, la piscine de Strathlene et la plage, et plus loin les rochers côtiers de Craigenroan et le Moray Firth. De plus, un chemin pédestre menait de la gare jusqu'à l'hôtel et la place, et une visite de Strathlene était une sortie populaire avant et pendant la Seconde Guerre mondiale. En 1936, le conseil municipal de Buckie proposa de changer le nom de la gare en Strathlene, mais LNER déclina, proposant à la place que le conseil municipal érige un grand panneau sur le terrain de golf de Strathlene qui pourra être vu depuis le train. 1,5 km à l'ouest se trouvait la gare de Buckie, qui était située sous la falaise, juste en face du marché aux poissons de Buckie. Pour rejoindre la gare de Buckie, le chemin de fer descendait doucement vers l'ouest depuis les hauteurs de Portessie, en passant par une digue au pied de la falaise, la route parallèle reposant juste à côté de la ligne sur son flanc sud remontant à l'ouest vers le McLaren's Brae à l'extrémité de l'East Church Street du centre ville. 1,5 km plus loin à l'ouest se tenait la gare de Buckpool, et par la suite la ligne continuait plein ouest vers Portgordon et Spey Bay avant de traverser le Spey et virer à l'intérieur des terres pour rejoindre le réseau principal à Elgin. Buckie était desservie par ces trois gares ferroviaires jusqu'en 1968 lorsque la ligne fut finalement condamnée.

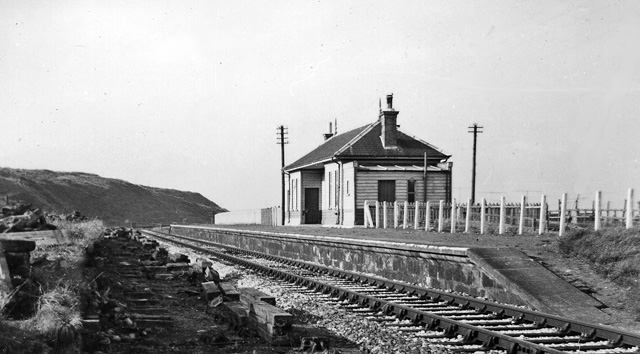
Restes de la gare de Buckpool en 1961

Il est possible de marcher ou rouler à vélo le long de la route du vieux chemin de fer depuis Cullen jusqu'à Garmouth. Cette marche passe par le viaduct de Cullen depuis lequel on observe un panoramique de cette ville, et de l'autre côte le pont du Spey.
Portessie était aussi le terminus de la branche de Buckie et Portessie du Highland Railway. Cette ligne a été ouverte en 1884 et fournissait un lien direct par la colline vers Keith. La ligne partait vers l'ouest depuis Portessie mais restait sur le dessus de la colline, passant le Pot O' Linn, frôlant l'arrière de Cliff Terrace et traversant Harbour Street, puis tournant au sud suivant la courbe de Mill Crescent pour s'arrêter à Buckie Highland Station avant de continuer l'actuel Millbank Terrace vers Rathven. Cette section était utilisée comme chemin pédestre communément appelé The Highland Line, mais le développement immobilier et les intérêts agricoles ont contribué à fermer cette route vers Peter Fair Park. La ligne de chemin de fer tournait ensuite vers l'ouest à nouveau pour se diriger vers Drybridge, et faisait un nouveau virage au sud pour passer par Enzie, et ensuite remontait la colline, passant par Enzie Braes, jusqu'à Aultmore puis Keith. Cette ligne eut une durée de vie relativement courte et a été fermée en 1915 excepté pour un service de fret entre Buckie et Portessie qui ferma en 1944.

## Port
Le port de Cluny a été bâti par la famille Cluny en 1877 pour remplacer le premier port en pierre de Nether Buckie qui, construit en 1857 à peine un kilomètre à l'ouest, avait une tendance à être embourbé et inutilisable. Le Laird de Letterfourie contribua 5 000 £ aux coûts de construction à Nether Buckie, mais l'investisseur principal avec un budget de 10 000 £ était le Conseil des Pêcheries. Les ingénieurs qui l'ont construit sont D.&T. Stevenson d'Édimbourg, la compagnie familiale de l'auteur Robert Louis Stevenson. C'est encore un édifice très solide, avec des murs principaux très épais fait de quartzite provenant de Strathlene, recouvert d'un type de grès très solide qui a aussi été utilisé pour faire les murs à l'entrée et dans le port. Cependant, le port souffre d'un défaut, l'entrée ouvrant sur le nord-est se trouvant périodiquement remplie de galets qui se déplacent vers l'ouest par glissement sédimentaire. Plus tard nommé port de Buckpool, ce premier port devint dangereusement marécageux. La décision fut prise de remplir la cuvette boueuse dans les années 1970. Le parc résultant inclut une plage de galets, et les murs de quartzite du port restent totalement intacts.

## Industrie
Autrefois port de pêche et de construction navale florissant, ces industries ont maintenant décliné. En effet, bien que Peterhead et Aberdeen sont plus facilement associés à la pêche en Écosse du nord, Buckie avait en 1913 la plus grande flotte de Steam Drifter d'Écosse. Les procédés agroalimentaires demeurent importants, avec de grandes usines de pêche et des lieux de fumage que l'on peut trouver à travers le port. Buckie peut être vue comme l'un des points principaux de l'origine de l'industrie moderne écossaise de fruits de mer. Charles Eckersley, originaire de Manchester, déménagea à Buckie durant les années 1950 et commença le commerce en tant que marchand de poissons, notant que de nombreux fruits de mer étaient considérés comme économiquement inutiles par la flotte de pêche de Buckie (crevettes, pétoncles, etc.) étaient les mêmes que ceux qu'il avait apprécié lors de son service national en Palestine. Il saisit l'occasion d'exploiter cette niche de marché et construisit une entreprise florissante de traitement et de conditionnement qui s'étendit pour inclure des usines aussi loin que Barcelone et Alicante en Espagne.
Les constructions navales Herd & McKenzie réparent et rééquipent des canots de sauvetage de la Royal National Lifeboat Institution pour la plupart du Royaume-Uni et conduisent des contrats avec des clients divers incluant le Ministère de la Défense du Royaume-Uni. Jusqu'à une époque très récente, il y avait trois chantiers de construction navale séparés, construisant des vaisseaux de pêche en bois traditionnels en bordages à clin. En quittant Cluny Square et en prenant la North High Street, aussi connue localement sous le nom Bowling Green Brae, la vue sur la mer était interrompue par un immense hangar en tôle grise ondulée. Ce sont les constructions navales Thompsons, et les vaisseaux était directement lancés dans le Moray Firth depuis une cale de lancement. À l'est du port de Cluny se situait Herd & McKenzie dans le quatrième bassin du port. Directement derrière leurs hangars de l'autre côté de Blantyre Terrace se trouvait Jones et leur port privé depuis lequel ils lancent leurs vaisseaux. Thompsons a maintenant disparu, et Herd & McKenzie et Jones font maintenant partie du moderne Buckie Shipyard. C'est Herd & McKenzie qui construisit et lança la goélette Captain Scott en 1972. À l'époque du lancement, ce vaisseau était le plus grand de son type au monde. Auparavant, d'autres constructeurs navals opéraient le long de la côte de The Yardie à Ianstown et à Portessie, mais ils furent pour la plupart absorbés par les trois compagnies principales, ou firent banqueroute à l'entre-deux-guerres.
Une partie significative de la population travaille dans l'industrie pétrolière marine, bien que Buckie rata le boom de la mer du Nord. À la fin des années 1970, des plans étaient tracés pour étendre le port de Cluny jusqu'aux récifs de Mucks, avec l'intention de servir les vaisseaux de ravitaillement des plate-forme pétrolière, mais le projet ne se fit jamais.
Buckie possédait aussi une usine de lampe électrique pour professionnels de Thorn EMI jusqu'en 1987 où l'usine ferma et la production déménagea au Leicestershire. Le personnel féminin se vit offrir pour la plupart des postes dans la nouvelle usine des Midlands de l'Est, mais l'offre fut presque unanimement rejetée.
Buckie héberge la distillerie Inchgower qui se situe environ 1 km plus à l'intérieur des terres et est connue pour son Inchgower Single Malt.

## Religion

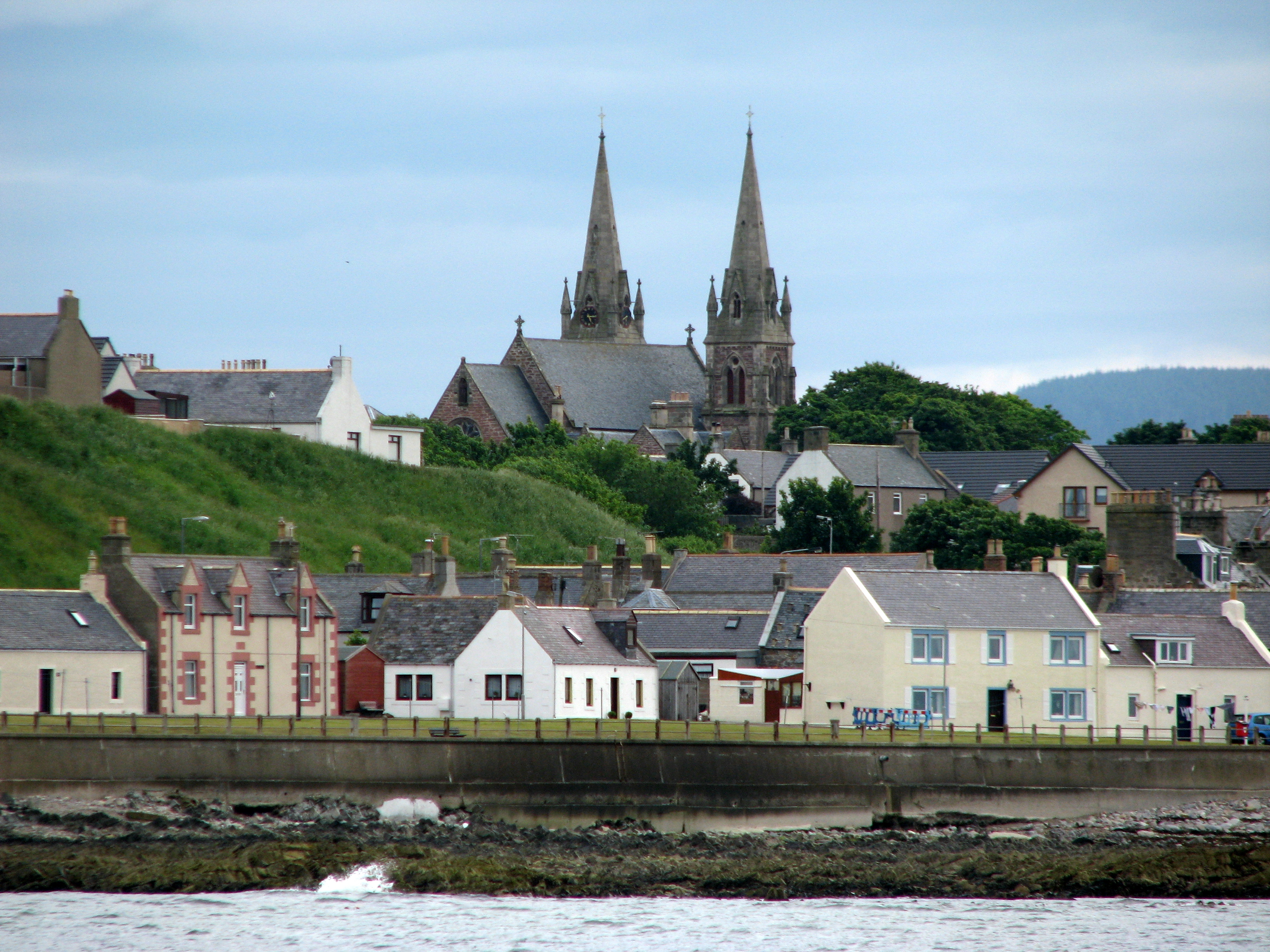
St Pierre, vu depuis la côte entre les ports de Cluny et Buckpool

Buckie présente un nombre d'églises assez important pour son nombre d'habitants. La plus grande est l'église Saint-Pierre, située sur la place St Andrew à Buckpool. Ce bâtiment de grès rouge à deux flèches a originellement été prévu pour servir le diocèse catholique d'Aberdeen lors de son ouverture en 1857. Ceci ne s'est jamais fait, et Buckie possède maintenant une des plus grandes églises du nord-est écossais. L'église Saint-Grégoire à Preshome près de Buckie date de 1788, qui est la première église post-réforme écossaise qui ressemble à une église – avant la réforme, les églises clandestines étaient conçues pour paraître anonymes, telle l'église de Saint-Ninian située à Tynet, à 6 km à l'ouest de Buckie qui ressemble à une longue grange,. La plus grande congrégation de l'Église d'Écosse de la ville se réunit dans la North Church sur la place Cluny. Cette église abrite l'horloge de ville et a été construite en 1879. La ville présente d'autres congrégations, telles que méthodistes, Armée du salut, église épiscopalienne écossaise, baptistes, Frères de Plymouth.

## Écoles
Le lycée de Buckie se trouve sur la West Cathcart Street. Directement en face se trouve l'école primaire de Cluny (école primaire de Buckie jusqu'en 1974). Les résultats scolaires sont du même acabits que les jeunes de même éducation à travers l'Écosse.
Il y a trois autres écoles primaires – L'école primaire de Millbank sur McWilliam Crescent au sud-est de Buckie, l'école primaire catholique de St Pierre à Buckpool et l'école primaire de Portessie. D'autres écoles primaires se trouvent à Portgordon, Findochty, Portknockie et Cullen contribuant à l'arrivée d'étudiants au lycée de Buckie. Les petites communes d'Arradoul, Drybridge, Rathven and Lintmill qui n'ont plus leur propre école éduquent aussi leurs enfants au lycée de Buckie. Les écoles voisines sont celles de Banff et Fochabers.

## Loisirs
Buckie est bien desservie en terrain de golf, avec les extrémités est (Strathlene Golf Course) et ouest (Buckpool Golf CLub) de la commune possédant des parcours à 18 trous.
Adjacent au lycée de Buckie se situe le parc Victoria, domicile du Buckie Thistle F.C. Le stade s'est étendu ces dernières années, et un hall fonctionnel a été construit pour que les sponsors et supporters puissent apprécier des services plus sophistiqués.À Buckpool, à côté du terrain de golf, se trouve le parc Merson, domicile du Buckie Rovers F.C.
Près de la limite sud de la ville se trouve le parc Linzee Gordon, domicile du club de cricket de Buckie. Ce parc possède aussi un pavillon municipal, et un revêtement pour football. Pendant quelques années, le parc avait été converti pour devenir un terrain de rugby pour le Buckie RFC, mais ce club a cessé le 28 mai 2011, par manque d'intérêt.
Le bowling est aussi un passe-temps populaire à Buckie, avec deux places, le Buckie Bowling Club dans la North High Street et la Low Street, et le Victoria Bowling Club sur la West Church Street.